# Omocestus heymonsi
Omocestus heymonsi is een rechtvleugelig insect uit de familie veldsprinkhanen (Acrididae). De wetenschappelijke naam van deze soort is voor het eerst geldig gepubliceerd in 1926 door Ramme.